# Memoriał Maxa Euwego
Memoriał Maxa Euwego – turniej szachowy, rozgrywany w latach 1987–1996, poświęcony pamięci Maxa Euwego.
Pierwszy turniej – jubileuszowy – rozegrano w maju 1976 r., w 75. rocznicę urodzin pełniącego wówczas funkcję prezydenta Międzynarodowej Federacji Szachowej byłego mistrza świata. Pierwszy z turniejów memoriałowych został zorganizowany w 1987 roku. Spośród 10 edycji, jedną rozegrano w Rotterdamie (1990), natomiast pozostałe – w Amsterdamie. W każdym z memoriałowych turniejów uczestniczyli zawodnicy ze ścisłej czołówki światowej, z panującymi ówcześnie mistrzami świata Garrim kasparowem i Anatolijem Karpowem na czele. W dwóch turniejach (1991, 1996) zastosowano system kołowy z udziałem 10 zawodników, we wszystkich pozostałych (włącznie z jubileuszowym) – system dwukołowy z udziałem 4 zawodników.

## Zwycięzcy turniejów
| Lp | Rok  | Zwycięzcy                                        |
| -- | ---- | ------------------------------------------------ |
| –  | 1976 | Anatolij Karpow                                  |
| 1  | 1987 | Anatolij Karpow, Jan Timman                      |
| 2  | 1988 | Nigel Short                                      |
| 3  | 1989 | Jan Timman                                       |
| 4  | 1990 | Wiktor Korcznoj                                  |
| 5  | 1991 | Walerij Sałow, Nigel Short                       |
| 6  | 1992 | Nigel Short, Viswanathan Anand                   |
| 7  | 1993 | Nigel Short, Władimir Kramnik, Viswanathan Anand |
| 8  | 1994 | Garri Kasparow                                   |
| 9  | 1995 | Joël Lautier                                     |
| 10 | 1996 | Weselin Topałow, Garri Kasparow                  |